# A.N.T. zenekar
Az A.N.T. (azaz Abszolút Nosztalgikus Társaság) egy vajdasági lakodalmas rock és mulatós zenét játszó együttes.

## Története
Az együttes 1985-ben alakult. Az alapfelállás a következő volt: Vigh Roland: billentyűs hangszerek, Ikotín Rudolf: dobok, Faragó Mihály: basszusgitár, Faragó László: gitár. Kezdetben rock zenével próbálkoztak, ismert magyarországi együttesek zenéjét játszották. Csakhamar rá kellett jönniük, hogy ez a fajta zene nekik pénzt nem hoz a konyhára, még az alapvető hangszerek beszerzése is igencsak körülményes lett volna, hiszen akkor még valamennyien tanulók voltak.
A (3+2 együttes megjelenésével) nagy zenei robbanást meglovagolva a nyolcvanas évek derekán az A.N.T. zenekar is kiadott két bakelit lemezt Abszolút Nosztalgikus Társaság röviden A.N.T. zenekar néven. Majd koncertezni kezdtek vajdaság szerte, és jöttek a lakodalmak báli mulatságok egyéb fellépések.
1989 temerini sportcsarnok telt-házas koncert (még a lépcsőkön is ültek annyian voltak) emlékezetes maradt a zenekar számára. Ekkor már a harmadik lemezt készítette a zenekar (ami soha nem jelent meg, mi több nem is rögzítették a dalokat). Ez a lemez sokat jelentett volna a zenekarnak, mivel az együttest ekkor már igen erős csapat jellemezte. Stojšić Đorđe: billentyűsök, Koncz Sándor: gitár, billentyűsök, basszusgitár, Csorba Zoltán: basszusgitár szaxofon valamint Faragó György, Ikotín Rudolf és Faragó László.
Még ez év szeptemberében Ikotín Rudolf és Faragó László bevonult katonának, így a következő év nyara és báli szezonja kimaradt az együttes életéből. Mire ők ketten leszereltek a régi zenésztársak közül a Koncz Sándor már a kanadai vízumát várta, kis idő múlva ki is költözött a családjával együtt, Đorđe az osztrákoknál kapott munkát, egy síparadicsomba lett bárzongorista, Csorba Zoltán pedig a munkájából adódóan hagyta el a zenei pályát.
Ekkor különböző tagcserék követték egymást. Többek között: Ikotín Dénes, Papp Tibor, Góbor Attila, Paska Tibor, Kovacsics István, Horváth József, Balla Gábor, Gusztony László. Újabban meg: Ilija Géza, Burai Károly, Kenderesi Zoltán, Kanalas Róbert, Balázs Zoltán, Kenderesi Róbert.
1995-ben megjelent egy kazetta a Kadencia budapesti kiadó gondozásában. Ekkor a következő volt a felállás: Vígi Ferenc billentyűsök, Góbor Attila billentyűsök, ének Ikotín Rudolf dobok, Faragó Mihály basszusgitár, Faragó György szaxofon, klarinét, Faragó László gitár, ének.

## Tagok
- Sándor Tivadar - basszusgitár, ének
- Góbor Attila - billentyűsök, ének
- Ikotín Rudolf - dobok, ének
- Faragó László - gitár, ének
- Gál József - hegedű, ének
- Burai Károly - szaxofon

## Diszkográfia
- 1986 A.N.T. - Tánc közben / RTB
- 1987 A.N.T. - Csillagfény / RTB
- 1995 A.N.T. - Bácskai lakodalmas döngölő / Kadencia
- 2016 A.N.T. - Varázslatos dalok / Faragó kiadó

## További információ
- A.N.T. zenekar hivatalos honlapja